# Istituto Nazionale di Astrofisica

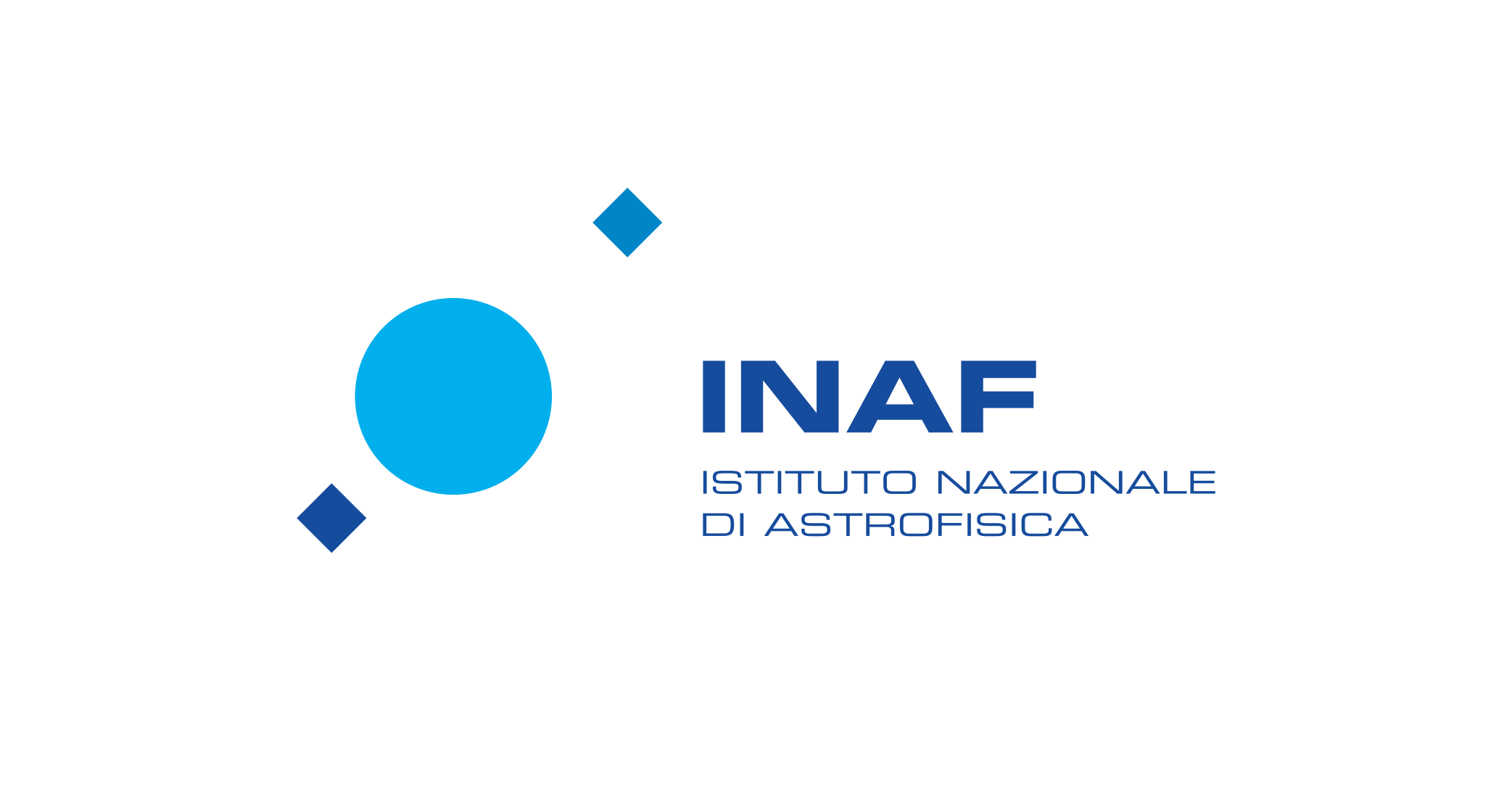

Das Istituto Nazionale di Astrofisica (INAF; deutsch Nationales Institut für Astrophysik) ist die wichtigste italienische Forschungseinrichtung für Astronomie und Astrophysik, mit insgesamt etwa 1400 Mitarbeitern (2021). INAF entstand 2002 aus zuvor unabhängigen Observatorien und aus Instituten des Consiglio Nazionale delle Ricerche. Der Sitz befindet sich in Rom. Präsident ist derzeit (2021) Marco Tavani.

## Einrichtungen
INAF umfasst 20 Forschungseinrichtungen. Davon befinden sich 19 in Italien, eine ist ein Observatorium in Spanien:
- Osservatorio Astronomico di Bologna
- Istituto di Astrofisica Spaziale e Fisica cosmica di Bologna
- Istituto di Radioastronomia di Bologna
- Osservatorio Astronomico di Cagliari
- Osservatorio Astrofisico di Catania
- Osservatorio Astrofisico di Arcetri
- Osservatorio Astronomico di Brera (Mailand)
- Istituto di Astrofisica Spaziale e Fisica cosmica di Milano
- Osservatorio Astronomico di Capodimonte (Neapel)
- Osservatorio Astronomico di Padova
- Osservatorio Astronomico di Palermo
- Istituto di Astrofisica Spaziale e Fisica cosmica di Palermo
- Osservatorio Astronomico di Roma
- Istituto di Astrofisica Spaziale e Fisica cosmica di Roma
- Istituto di Fisica dello Spazio Interplanetario di Roma
- Osservatorio Astronomico di Collurania-Teramo
- Osservatorio Astronomico di Torino
- Istituto di Fisica dello Spazio Interplanetario di Torino
- Osservatorio Astronomico di Trieste
- Telescopio Nazionale Galileo (La Palma, Spanien)